# Lagynopteryx valdiviana
Lagynopteryx valdiviana là một loài bướm đêm trong họ Geometridae.